# Karin Greiner

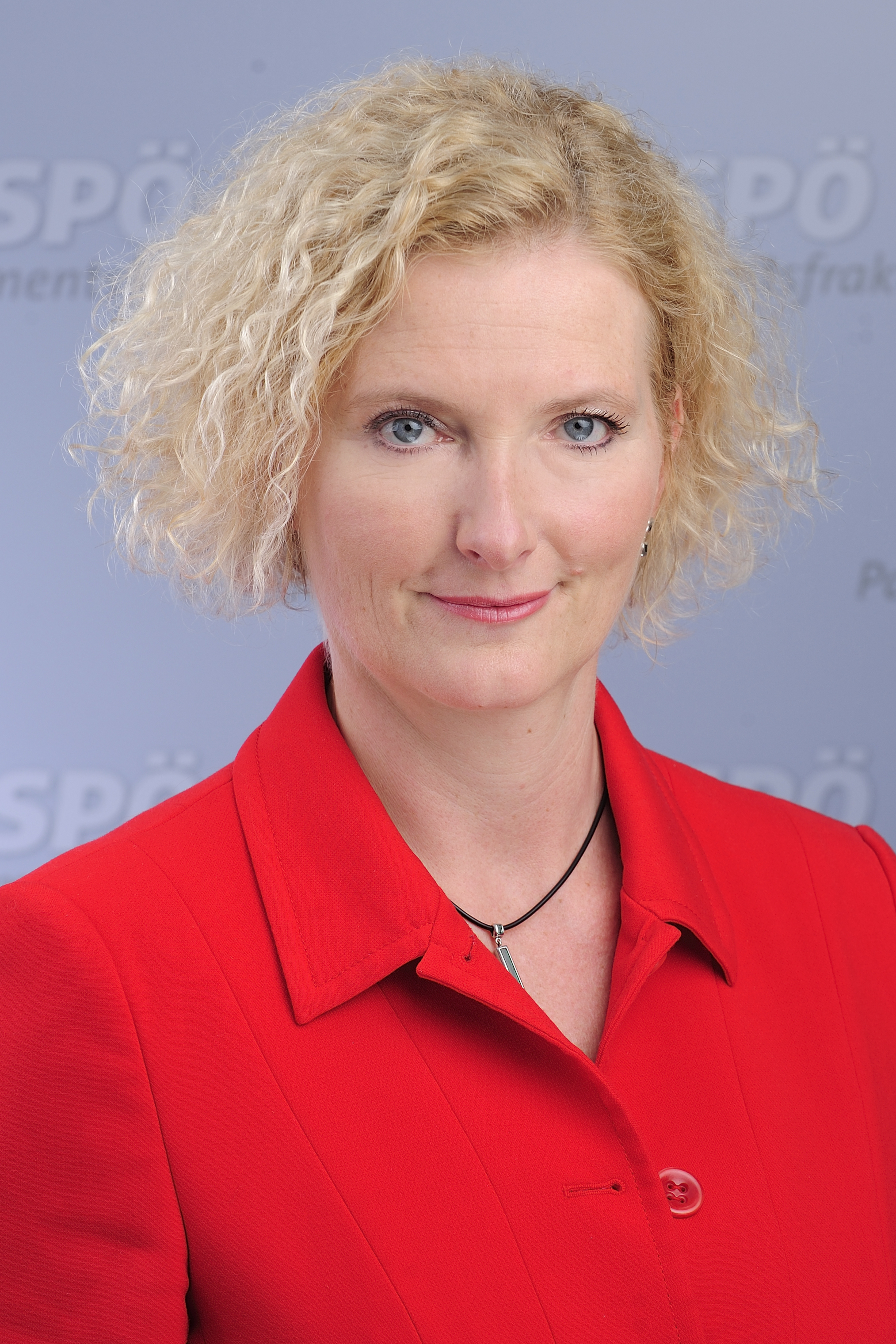
Karin Greiner, 2014

Karin Greiner (* 4. November 1967 in Bruck an der Mur) ist eine österreichische Politikerin (SPÖ). Seit 2013 ist sie Abgeordnete zum Österreichischen Nationalrat und Bedienstete des Magistrats Graz.

## Ausbildung und Beruf
Greiner besuchte zwischen 1978 und 1986 das Gymnasium Rein und legte dort auch die Matura ab. Sie studierte in der Folge ab 1986 Dolmetsch für Spanisch und Französisch an der Karl-Franzens-Universität Graz und schloss ihr Studium 1993 mit dem akademischen Grad Mag. phil. ab.
Beruflich war Greiner von 1993 bis 1994 als Referentin in der Sicherheitsdirektion Steiermark tätig, von 1994 bis 1996 arbeitete sie als Referentin im Landesschulrat Steiermark. Sie war 1997 Lehrbeauftragte für Spanisch am WIFI Steiermark und arbeitete von 1997 bis 1998 als Supervisorin am Landesmuseum Joanneum. Daneben war sie 1998 Ausstellungsbetreuerin in der Steirischen Landesausstellung „YOUgend“ und leitete zwischen 1997 und 2000 die Zweigstelle der Volkshochschule Judendorf-Straßengel/Gratkorn/Gratwein. Zudem war sie von 1998 bis 2006 Mitarbeiterin von Stadtrat bzw. Bürgermeisterstellvertreter der Stadt Graz Walter Ferk.
2006 wechselte sie als Assistentin der Geschäftsführung zur Citycom Telekommunikation GmbH Holding Graz, 2011 wurde sie Key Account Managerin von „City of Design“ bei der Stadt Graz. Zudem fungierte sie von 2009 bis 2010 als Mitglied des Aufsichtsrates der „Merkur“ Unternehmensbeteiligung, Vermögensverwaltung und Finanzierungsvermittlung Gesellschaft m.b.H.

## Politik und Funktionen
Greiner wurde im Jahr 2000 Mitglied des Gemeinderates der Marktgemeinde Judendorf-Straßengel und gleichzeitig innerparteilich Mitglied des Bezirksparteivorstandes der SPÖ Graz-Umgebung. Sie ist zudem Mitglied des Ortsparteivorstandes der SPÖ Judendorf-Straßengel, seit 2008 Stellvertretende Bezirksfrauenvorsitzende der SPÖ Graz-Umgebung und seit 2012 Mitglied des Landesfrauenvorstandes der SPÖ Steiermark. Zudem ist Greiner Mitglied des Landesvorstandes des Gemeindevertreterverbandes der SPÖ Steiermark und seit 2012 Vorsitzende der Volkshilfe Graz-Umgebung.
Nachdem Günther Kräuter 2013 zum Volksanwalt gewählt worden war, rückte Greiner am 1. Juli 2013 als Abgeordnete zum Nationalrat nach. Sie gehörte dem Nationalrat zunächst bis 28. Oktober 2013 an und rückte nach der Angelobung der Bundesregierung Faymann II am 17. Dezember 2013 erneut in den Nationalrat nach.